# Réserve naturelle nationale de la forêt d'Orient
La réserve naturelle nationale de la forêt d'Orient (RNN154) est une réserve naturelle nationale située en Champagne-Ardenne dans la région Grand Est. Au sein du Parc naturel régional de la forêt d'Orient, elle a été créée en 2002 et protège 1 560 hectares de zones lacustres et forestières.

## Localisation

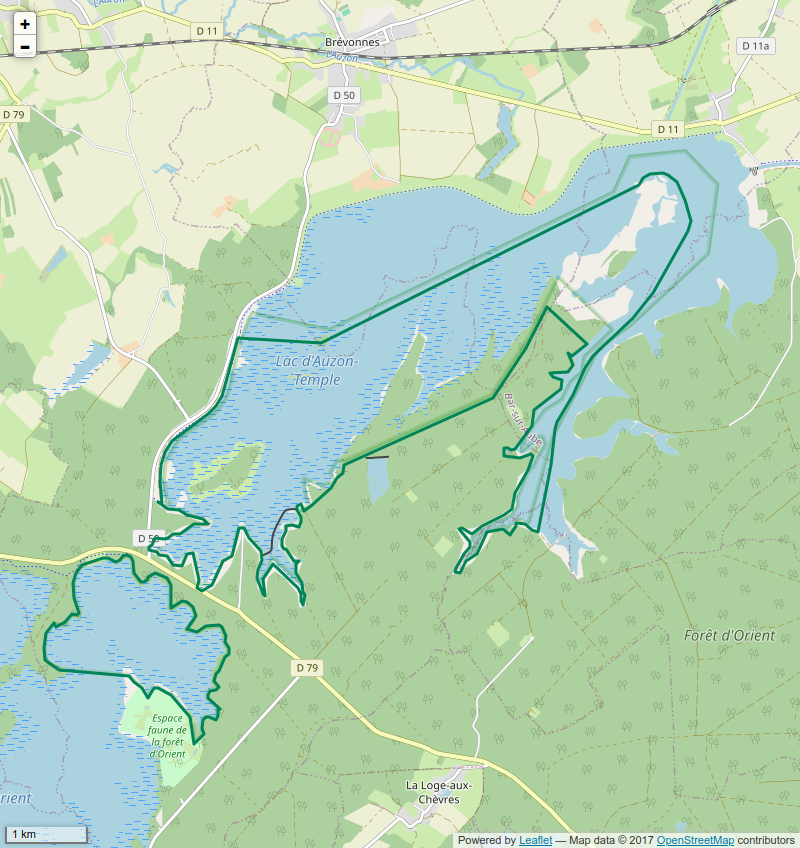
Périmètre de la réserve naturelle.

Le territoire de la réserve naturelle est situé dans le département de l'Aube sur les communes d'Amance, Brévonnes, Mathaux, Piney et Radonvilliers au sein du Parc naturel régional de la forêt d'Orient et à 25 km à l’Est de Troyes. Il comprend une partie des lacs d'Orient, Amance et du Temple.

## Histoire du site et de la réserve

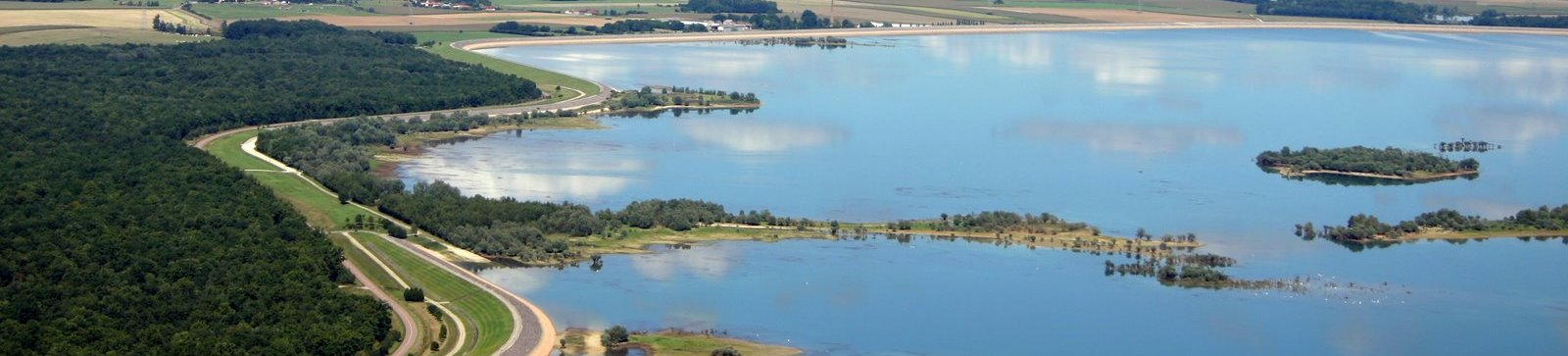
Lac du Temple.

Les grands lacs de Seine furent mis en place à partir des années 1960 pour protéger Paris des inondations. Leur achèvement dans les années 1990 a permis la mise en place de milieux naturels périphériques liés à leur présence. La protection de ces milieux a été assurée par la création de la réserve naturelle en 2002.

## Écologie (biodiversité, intérêt écopaysager…)

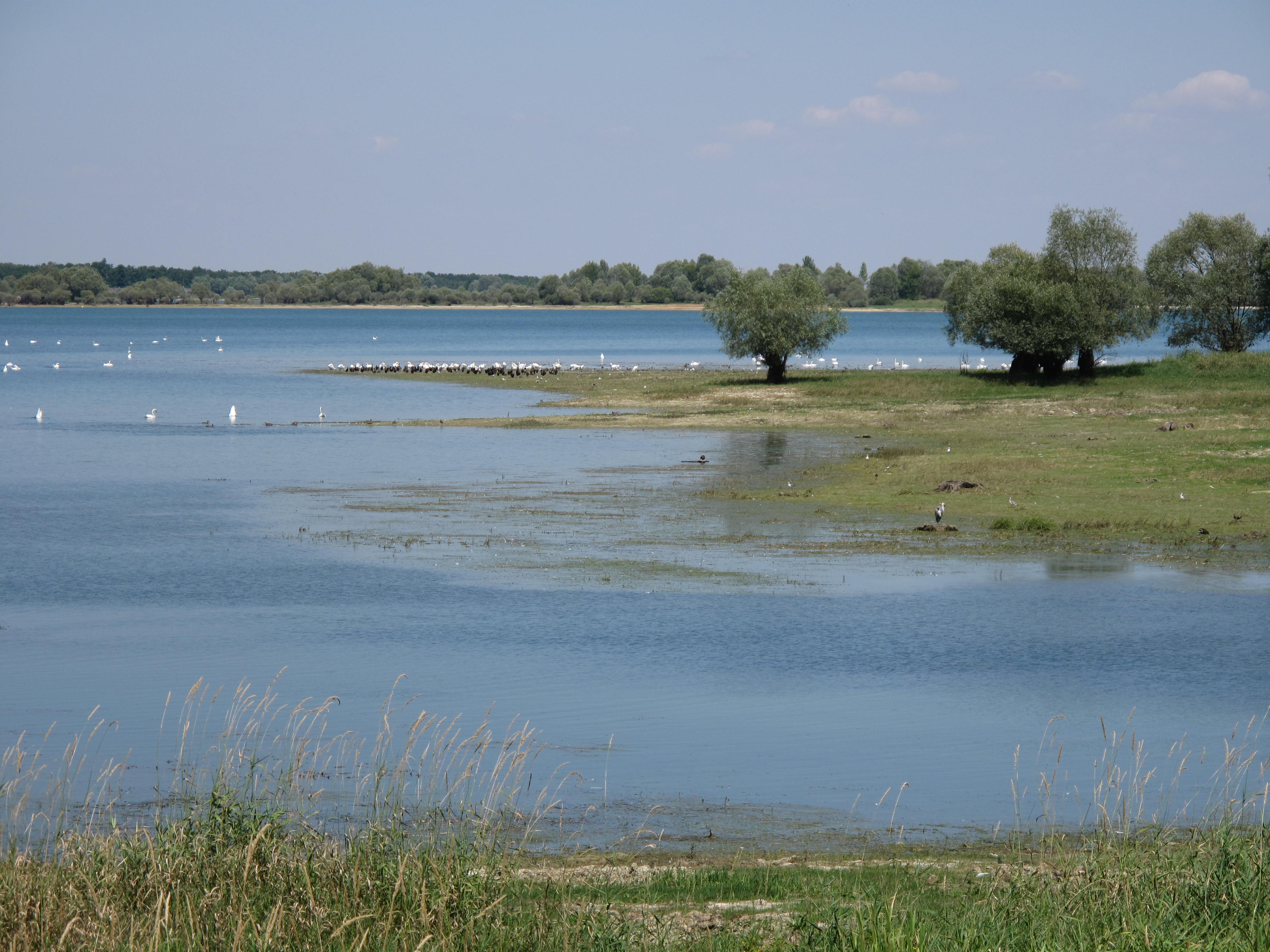
Vue depuis l'observatoire de Valois.

L'intérêt du site tient à sa situation sur les trajets migratoires de plusieurs espèces d'oiseaux d'eau. On y trouve principalement 3 grands types de milieux :
- milieux lacustres avec un niveau d'eau fluctuant qui génère des zones de vasières ;
- milieux prairiaux échelonnés en fonction de leurs humidité (prairies, roselières) ;
- milieux forestiers constitués de boisements de chênes et de charmes.

L'ensemble crée des habitats très variés.

### Flore

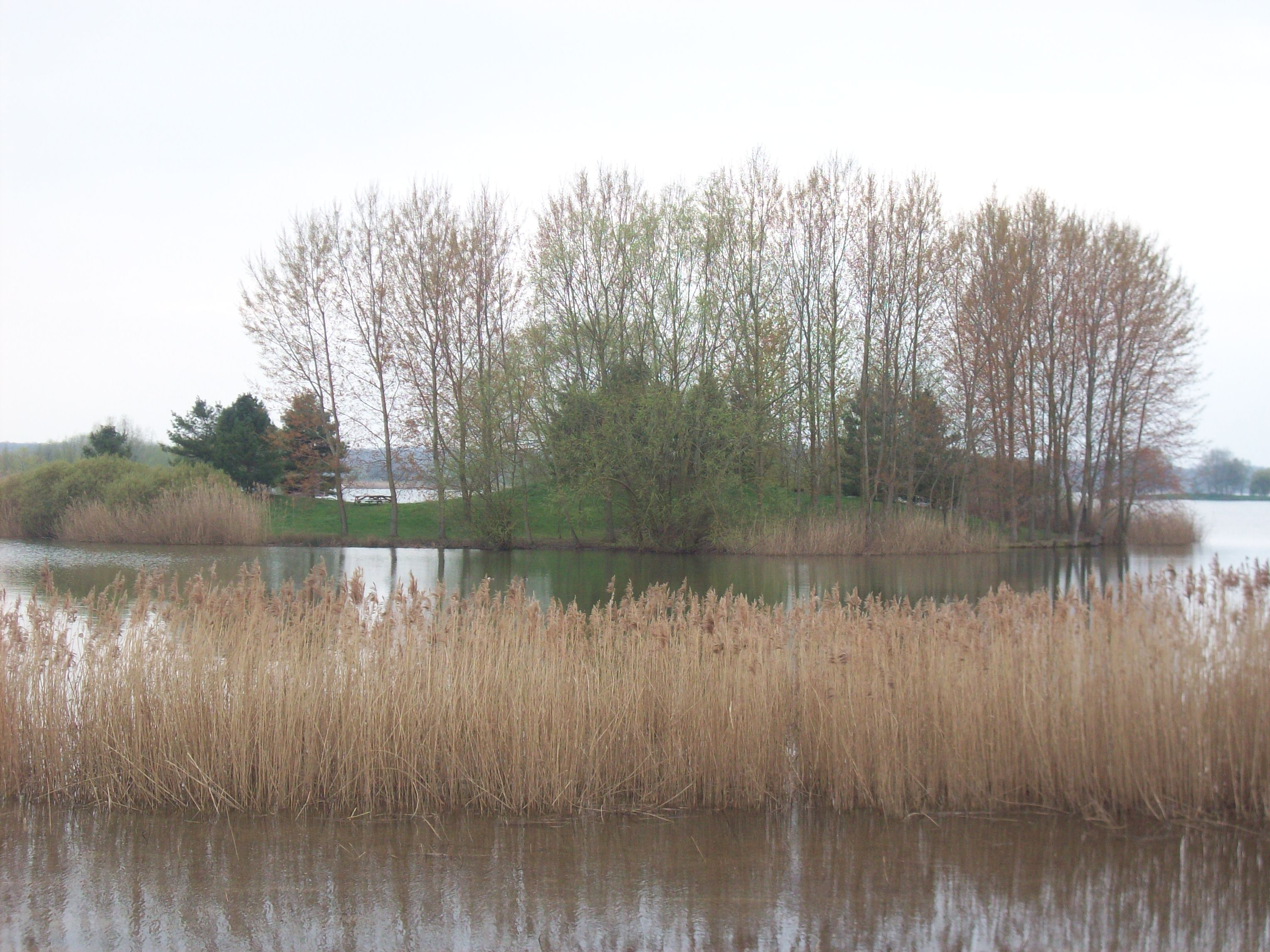
Roselière au lac Amance.

Les variations du niveau d'eau des lacs et les zones de vasières qui en découlent engendrent des milieux très riches abritant une flore aquatique et paludicole. On y trouve des espèces remarquables comme la Grande douve ou la Pulicaire vulgaire.

### Faune
Les mammifères fréquentant le site comptent environ 40 espèces On y trouve 24 espèces patrimoniales dont 16 espèces de chiroptères. Dans les espèces protégées, on peut mentionner le Chat forestier, le Putois, la Barbastelle ainsi que la Loutre d'Europe.
Le site est connu pour son avifaune remarquable liées aux milieux aquatiques ou forestiers. Elle compte plus de 200 espèces dont 92 sont nicheuses. Parmi les espèces migratrices, on trouve la Cigogne noire, les Oies rieuses et cendrées, le Cygne de Bewick, la Sarcelle d'hiver, le Garrot à œil d'or, le Harle piette, etc.
Les amphibiens comptent le Sonneur à ventre jaune, la Salamandre tachetée et le Triton crêté. Trois espèces patrimoniales de reptiles sont présentes : la Couleuvre à collier, l'Orvet et le Lézard vivipare.
Le site est très riche en coléoptères (800 espèces inventoriées) et en libellules.

## Intérêt touristique et pédagogique

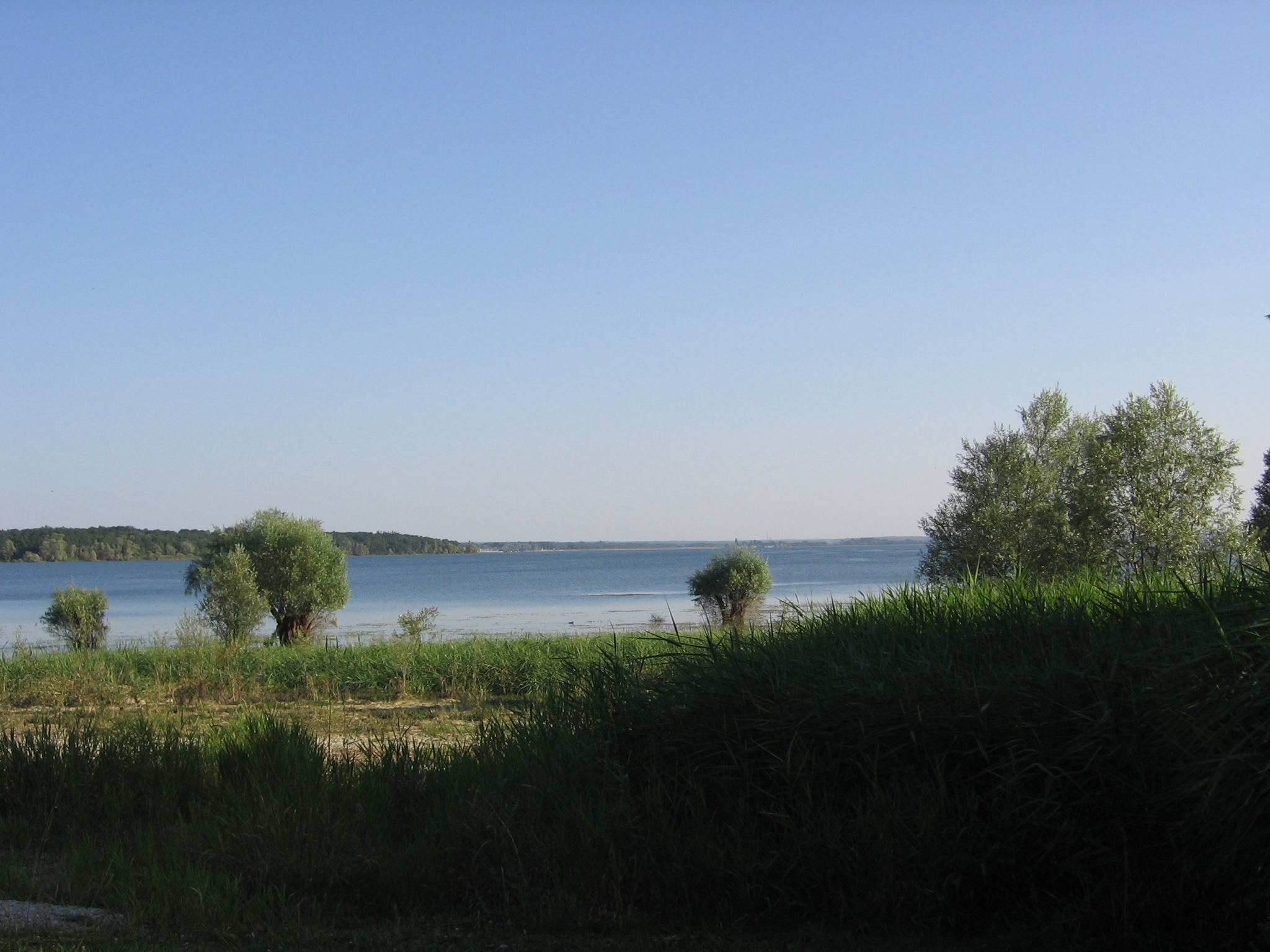
Le lac d'Orient.

L'intérieur de la réserve naturelle est interdit au public. Des sites aménagés en périphérie, à l'exemple de l’observatoire de Valois, permettent donc aux visiteurs d'observer, sans dérangement, la faune et la flore. Des sorties en périphéries de la réserve ainsi que des articles publiés dans diverses revues permettent aussi au public de prendre connaissance des actions menées sur la réserve. À la Maison du Parc, des caméras vidéo installée sur le terrain permettent aux visiteurs de vivre les temps forts de la réserve.

## Administration, plan de gestion, règlement
La réserve naturelle est gérée par le Parc naturel régional de la forêt d'Orient.

### Outils et statut juridique
La réserve naturelle a été créée par un décret du 9 juillet 2002. Son territoire fait également partie des zonages suivants : Zone Ramsar no 5 « Etangs de la Champagne humide », ZICO n°CA02, ZNIEFF de type I no 00639 et de type II no 00640, ZPS « Lacs de la Forêt d'Orient », ZSC « Forêt d'Orient ».